# Xian de Yu (Hebei)
Pour les articles homonymes, voir Yu.
Le xian de Yu (蔚县 ; pinyin : Yù Xiàn) est un district administratif de la province du Hebei en Chine. Il est placé sous la juridiction de la ville-préfecture de Zhangjiakou.

## Démographie
La population du district était de 449 710 habitants en 1999.